# Râul Soloneț, Prut
Râul Soloneț sau Râul Luncanilor este un curs de apă, afluent al râului Prut. 